# Angaradébou
Angaradébou est un arrondissement situé dans le département de l'Alibori au Bénin. Il est placé sous juridiction administrative de la commune de Kandi. 

## Histoire
Angaradébou devient officiellement un arrondissement le 25 juin 1966 via le décret présidentiel Décret N° 1966-260 du 25 juin 1966. Le 27 mai 2013 ce statut est confirmé après la délibération et l'adoption par l'assemblée nationale du Bénin en sa séance du 15 février 2013 de la loi n° 2013-O5 du 15/02/2013 portant création, organisation, attributions et fonctionnement des unités administratives locales en République du Bénin.

## Administration
Angaradébou fait partie des dix arrondissements que compte la commune de Kandi. Cet arrondissement compte 14 villages : Akoïtchaou, Alfakoara, Angaradébou, Dogban, Fafa, Fouet, Kabagbèdè, Kpalolo, Sékalé, Sondo, Soundou, Tchoka, Thuy, Thya,,,.

## Population
Selon le recensement général de la population et de l'habitation (RGPH4) de l'institut national de la statistique et de l'analyse économique (INSAE) au Bénin en 2013, la population d'Angaradébou s'élève à 30117 habitants dont 14845 hommes et 15272 femmes .

### Galeries

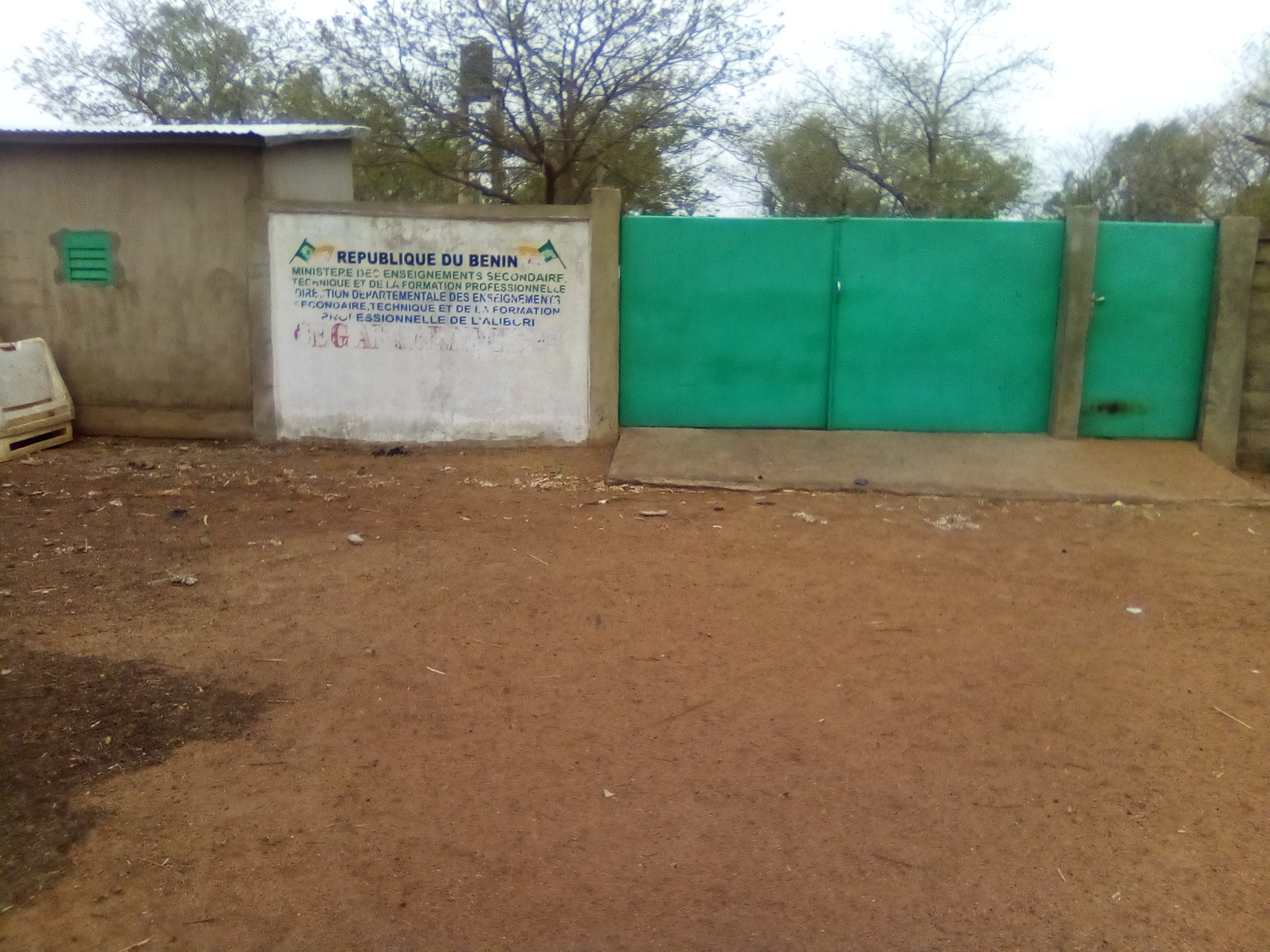
CEG 1 d'Angaradebou
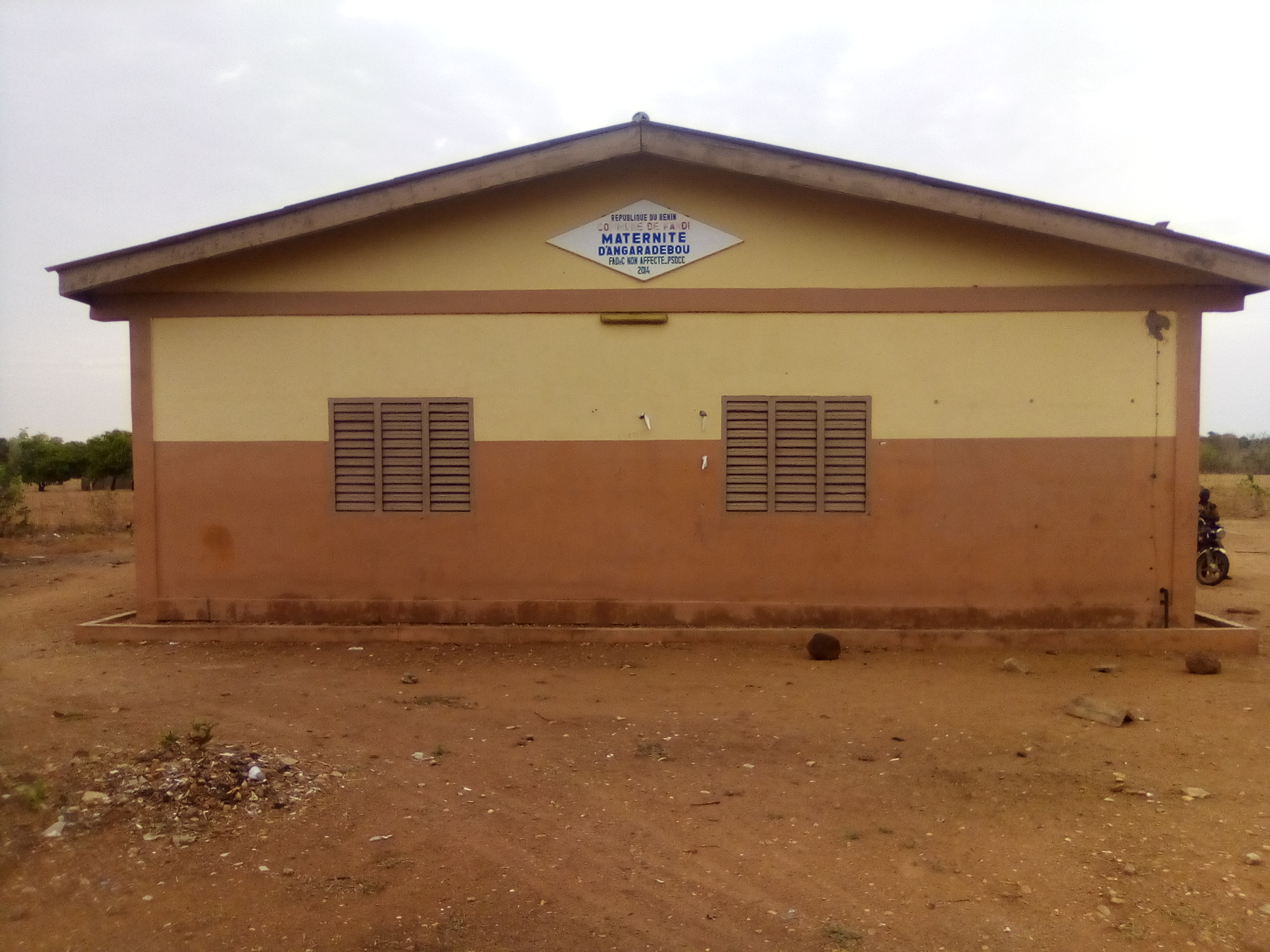
centre de santé d'Angaradebou de profil
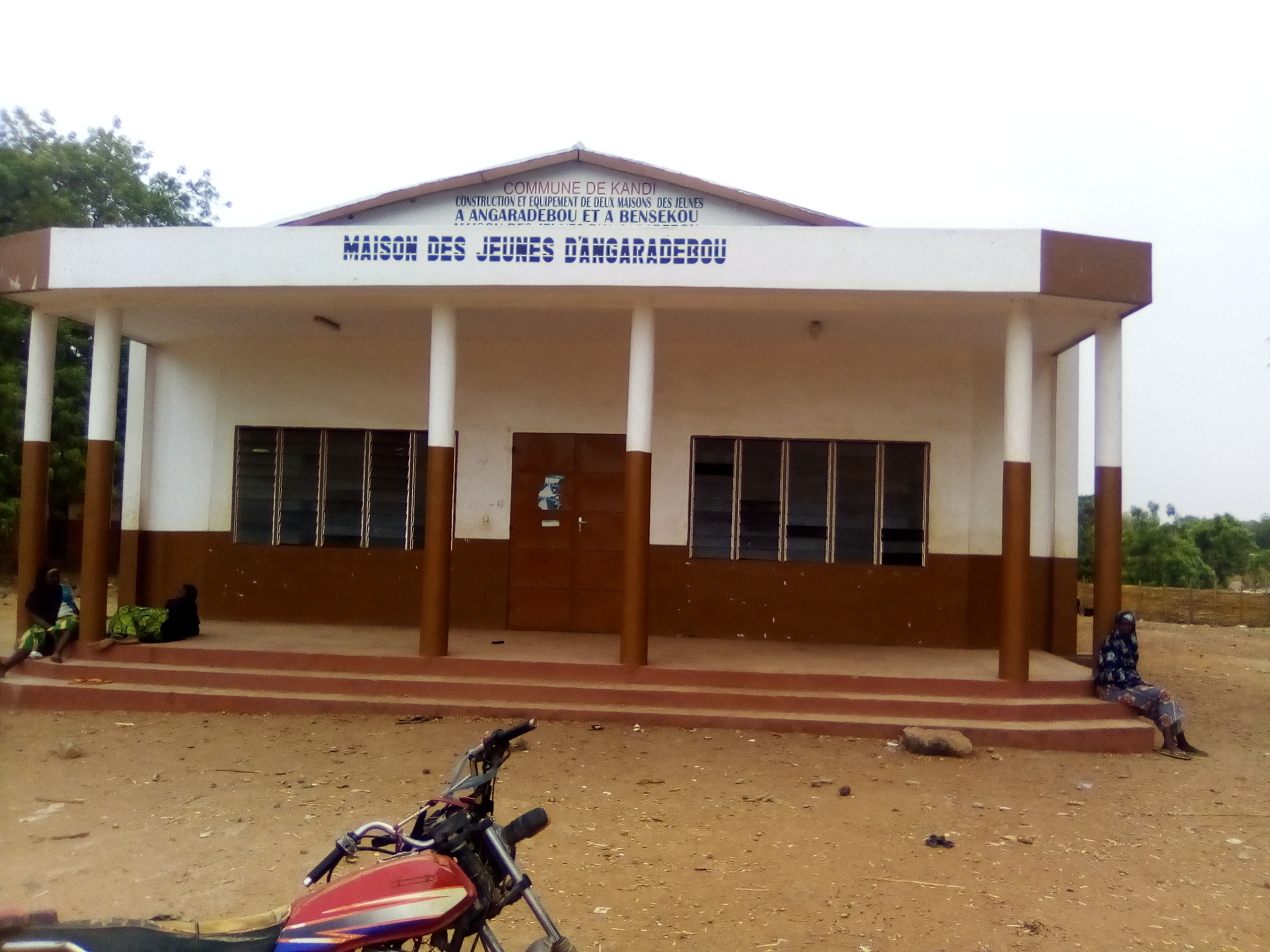
La maison des jeunes d'Angaradebou
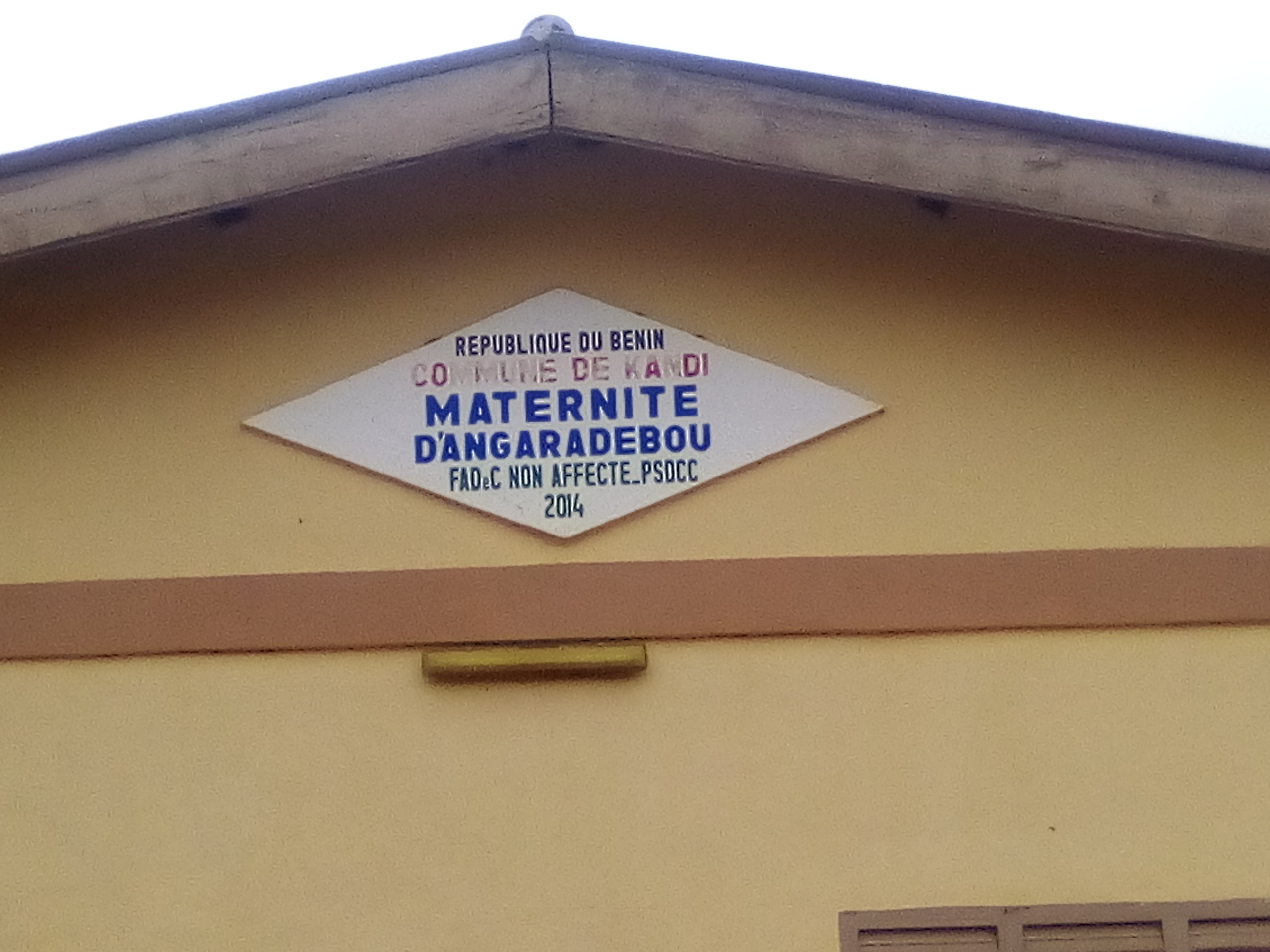
Fronton du centre de santé d'Angaradebou
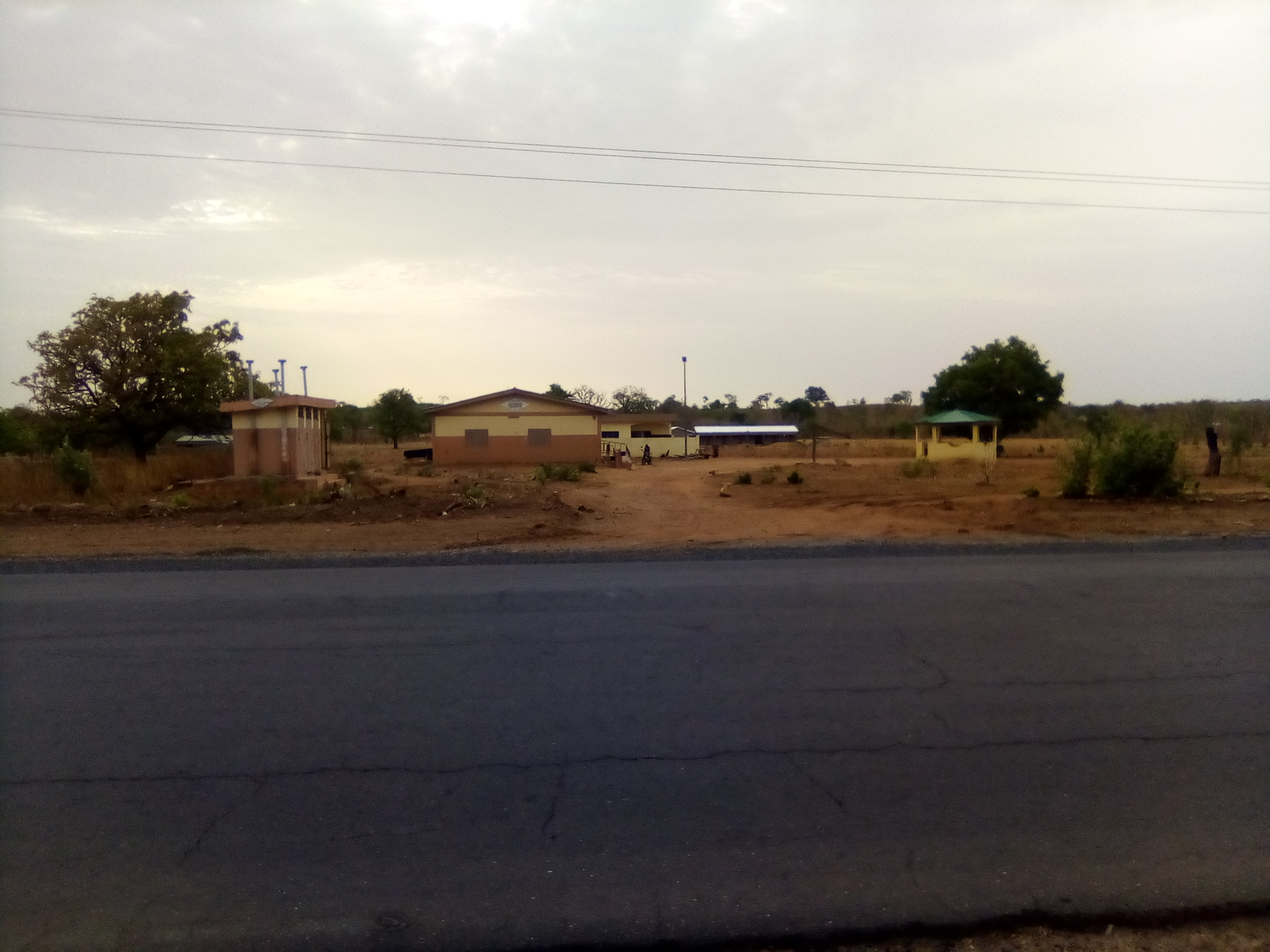
Le centre de santé d'Angaradebou au delà du goudron